# Phare de Bel-Air
Pour les articles homonymes, voir Bel-Air.
Le phare de Bel-Air est un phare de l'île de La Réunion, département d'outre-mer français dans le sud-ouest de l'océan Indien. Situé sur la côte est de l'île, sur le territoire de la commune de Sainte-Suzanne, il fait l'objet d'un classement au titre des Monuments historiques en 2012 après avoir été inscrit le 16 juin 1997,. 

## Historique
L'architecte du phare se nomme Eugène Diomat. Construit en de 1844 à 1846, le phare de Bel-Air est le premier et dernier phare de La Réunion. Mesurant 20,25 mètres de haut, il est perché au dessus d'une falaise de basalte qui lui sert de promontoire, et qui depuis 1880 voit passer le tunnel de Bel-Air, originellement ferroviaire et désormais piétonnier. Il a été conçu pour éviter les naufrages sur les côtes dangereuses de l'île et a longtemps servi de repère aux marins cherchant à gagner la rade de Saint-Denis. À l'époque de la marine à voile, il avait une importance capitale puisqu'il permettait, de nuit ou par mauvais temps ou les deux, de signaler la première pointe Nord de l'île aux bateaux poussées par les vents d'Alizé de secteur Sud-Est. Les navigateurs pouvaient donc s'assurer de demeurer à bonne distance de l'île et d'éviter tout naufrage notamment sur les deux récifs qui affleurent dans la zone : le Cousin et la Marianne. La Marianne est située au pied de la falaise alors que le Cousin se trouve beaucoup plus loin en mer. Jean Baillif, dernier gardien de phare, a exercé jusqu'en 1984, quand a été installée l'automatisation des feux.  
Actuellement peint en blanc et haut rouge, il abrite désormais l'office de tourisme intercommunal de Sainte-Suzanne, géré par la Communauté intercommunale du Nord de La Réunion. L'ancien logement de fonction, avec chambre du personnel et salle des machines, est devenu un lieu d'expositions et de visites.

## Le phare dans les arts

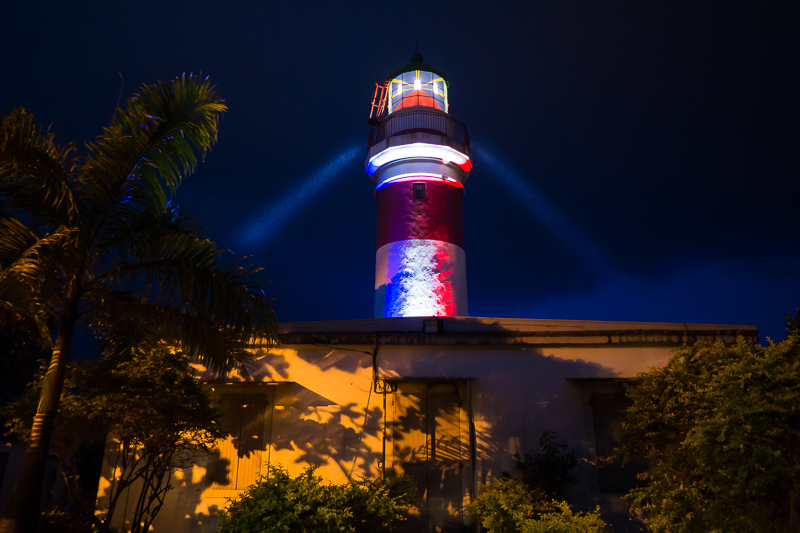
Œuvre de Patrick Singaïny livrée le 18 décembre 2013.

Le phare a été érigé en "Monument à la Fraternité Nationale et à la Personnalité Réunionnaise" par l'artiste contemporain et essayiste réunionnais Patrick Singaïny le 18 décembre 2013. Cette œuvre appropriationniste a été répertoriée dans un manuel pédagogique à l'intention des professeurs d'arts plastiques.
En 2019, La Poste a émis un carnet de douze timbres à validité permanente intitulé « Repères de nos côtes » dans lequel figure le phare de Bel Air.